# Математические методы в экономике
Математические методы в экономике — научное направление в экономике, посвящённое исследованию экономических систем и процессов с помощью математических моделей.

## История
Математические методы в экономике включают в себя:
- Математическую экономику;
- Эконометрику;
- Исследование операций;

Математические методы являются важнейшим инструментом анализа экономических явлений и процессов, построения теоретических моделей, позволяющих отобразить существующие связи в экономической жизни, прогнозировать поведение экономических субъектов и экономическую динамику. Математическое моделирование становится языком современной экономической теории, одинаково понятным для учёных всех стран мира.
Математика как основа теории принятия решений широко применяется для управления (планирования, прогнозирования, контроля) экономическими объектами и процессами. Например, прогнозы социально-экономического развития РФ, разрабатываемые МЭРТ, основаны на математическом анализе ретроспективных показателей (динамики инфляции, ВВП и т. д.) и строятся с применением таких разделов эконометрики и прикладной статистики, как корреляционный анализ, регрессионный анализ, метод главных компонент, факторный анализ и т. д.

Новым направлением в современной экономической науке является реализация так называемого экономического эксперимента, суть которого заключается в математическом моделировании экономических ситуаций с учётом психологического фактора (ожиданий участников рынка).

Первые попытки использования математики в советских экономических исследованиях относятся ещё к 20-м годам. Можно назвать известные и на Западе работы Е. Слуцкого и А. Конюса по моделям потребления, первые модели роста Г. Фельдмана, шахматный балансовый анализ экономики, выполненный в Центральном статистическом управлении, позднее математизированный и существенно теоретически развитый на материале экономики США В. Леонтьевым, попытку Л. Юшкова определить норматив эффективности капитальных вложений, получившую глубокое развитие в работах В. Новожилова. Эти работы частично перекликались с одновременно развивавшимся математическим направлением в экономике, представленным работами Р. Харрода, Е. Домара, Ф. Рамсея, А. Вальда, Дж. фон Неймана, Дж. Хикса и других.— Л. В. Канторович Нобелевская лекция
Центральный экономико-математический институт Академии наук СССР, ныне Российской Академии наук (сокращенно ЦЭМИ РАН) создан в 1963 г. по инициативе академика В. С. Немчинова на базе организованной им в 1958 г. Лаборатории экономико-математических методов. В качестве главной цели при создании института было провозглашено внедрение математических методов и ЭВМ в практику управления и планирования, создание теории оптимального управления народным хозяйством. В настоящее время цель трансформировалась в развитие фундаментальной теории и методов моделирования экономики переходного периода, разработку экономико-математического инструментария и программно-алгоритмических средств анализа экономики.